# Atanas Iłkow
Atanas Trajkow Iłkow, bułg. Атанас Трайков Илков (ur. 20 grudnia 1964 w Pazardżiku) – bułgarski policjant, dyrektor generalny bułgarskiej policji, w latach 2024–2025 minister spraw wewnętrznych.

## Życiorys
Uzyskał magisterium z prawa na Południowo-Zachodnim Uniwersytecie im. Neofita Riłskiego. Kształcił się także w Budapeszcie i Roswell. Od 1987 związany zawodowo z bułgarską policją. Pracował na różnych stanowiskach w policji kryminalnej. Kierował siłami resortu spraw wewnętrznych w regionach. Od 2020 zarządzał policyjnym centrum specjalizacji i szkoleń zawodowych. W 2021 został zastępcą dyrektora generalnego bułgarskiej policji, a w 2022 powołano go na jej dyrektora generalnego. W sierpniu 2024 objął urząd ministra spraw wewnętrznych w technicznym drugim rządzie Dimityra Gławczewa; sprawował go do stycznia 2025.